# Torneio Roberto Gomes Pedrosa
Torneio Roberto Gomes Pedrosa – brazylijski ogólnokrajowy turniej piłkarski rozgrywany w latach 1967–1970.
Turniej był kontynuacją turnieju Rio-São Paulo i miał na celu poszerzenie krajowej rywalizacji poprzez skonfrontowanie ze sobą drużyn ze stanów São Paulo i Rio de Janeiro z klubami z innych stanów. Początkowo rozgrywki miały charakter towarzyski, jednakże w roku 1968 i 1970 turniej wyłonił kluby, które miały reprezentować Brazylię w Pucharze Wyzwolicieli (Copa Libertadores).
W sumie przeprowadzono tylko 4 edycje turnieju, jednak miał on bezpośredni wpływ na utworzenie w 1971 ogólnonarodowej ligi brazylijskiej (Campeonato Brasileiro) będącej pierwszymi oficjalnymi mistrzostwami kraju.

## Historia
Wraz z początkiem Copa Libertadores (południowoamerykańskiego odpowiednika rozgrywanego w Europie Pucharu Mistrzów) w 1960 roku Brazylia, która nie organizowała dotąd ogólnokrajowych mistrzostw musiała zorganizować turniej, który wyłoniłby jej reprezentanta w Pucharze Wyzwolicieli. W tym celu w latach 1959-1968 rozgrywano systemem pucharowym Taça Brasil, którego zwycięzca otrzymywał prawo gry w Copa Libertadores w następnym roku. W związku z powiększeniem Copa Libertadores począwszy od 1966 roku Brazylia mogła wystawić dwa kluby. Początkowo zakwalifikowały się dwa najlepsze kluby (zwycięzca i finalista) Taça Brasil z 1965 i 1966 roku. W 1967 roku zorganizowano pierwszą edycję Torneio Roberto Gomes Pedrosa. Przez dwa kolejne lata (1967 i 1968 rok) do Copa Libertadores kwalifikowali się zwycięzcy Taça Brasil i Torneio Roberto Gomes Pedrosa. W 1968 roku zorganizowano ostatnią edycję Taça Brasil, toteż w następnych dwóch latach (w 1969 i 1970 roku) do Copa Libertadores kwalifikowali się zwycięzca i finalista Torneio Roberto Gomes Pedrosa. W 1970 roku rozegrano ostatnią edycję turnieju, gdyż począwszy od 1971 roku rozpoczęła swoje istnienie liga brazylijska (Campeonato Brasileiro).

## Uczestnicy turnieju
Pierwsze edycje turnieju organizowane były przez związki piłkarskie stanów Rio de Janeiro oraz São Paulo. Aby rozszerzyć rywalizację na inne stany i zdobyć większe zainteresowanie publiczności turniejem, władze tych związków zaprosiły w 1967 do uczestnictwa w turnieju czołowe drużyny ze stanów Minas Gerais, Rio Grande do Sul oraz Paraná. Rok później dołączyły do nich najlepsze ekipy z północno-wschodnich stanów Bahia i Pernambuco. Gospodarze turnieju mieli po 5 przedstawicieli w mistrzostwach, Rio Grande do Sul i Minas Gerais po 2, a Paraná, Bahia i Pernambuco po 1. W sumie dawało to 15 drużyn w 1967 i 17 w latach 1968-1970.
Uczestnicy turnieju według stanów:
Rio de Janeiro (6 klubów):
Botafogo, Flamengo, Fluminense i Vasco – po 4 razy (wszystkie edycje)
Bangu – 2 razy (1967 i 1968)
América – 2 razy (1969 i 1970)
São Paulo  (6 klubów):
Corinthians, Palmeiras, Santos i São Paulo – po 4 razy (wszystkie edycje)
Portuguesa – 3 razy (1967, 1968 i 1969)
Ponte Preta – 1 raz (1970)
Minas Gerais (2 kluby):
Atlético Mineiro i Cruzeiro – po 4 razy (wszystkie edycje)
Rio Grande do Sul  (2 kluby):
Grêmio i Internacional – po 4 razy (wszystkie edycje)
Paraná (3 kluby):
Atlético Paranaense – 2 razy (1968 i 1970)
Coritiba – 1 raz (1969)
Ferroviário – 1 raz (1967)
Bahia (1 klub):
Bahia – 3 razy (1968, 1969 i 1970)
Pernambuco (2 kluby):
Santa Cruz – 2 razy (1969 i 1970)
Náutico – 1 razy (1968)

## Forma rozgrywek
Turniej w fazie eliminacyjnej rozgrywany był systemem "każdy z każdym" w jednej rundzie, bez meczów rewanżowych (co dawało 14 rozegranych meczów przez każdą z drużyn w 1967 i 16 meczów w latach 1968-1970), z tym, że drużyny były podzielone na dwie grupy. Dwa najlepsze zespoły z każdej grupy kwalifikowały się do czterozespołowego finału, w którym ponownie grano "każdy z każdym" (2 rundy w 1967 i 1 rundę w latach 1968-1970).

## Mistrzowie
| 1967 Szczegóły | SE Palmeiras (SP)  | SC Internacional (RS) | Corinthians Paulista (SP) | Grêmio (RS)       |
| 1968 Szczegóły | Santos FC (SP)     | SC Internacional (RS) | CR Vasco da Gama (RJ)     | SE Palmeiras (SP) |
| 1969 Szczegóły | SE Palmeiras (SP)  | Cruzeiro EC (MG)      | Corinthians Paulista (SP) | Botafogo (RJ)     |
| 1970 Szczegóły | Fluminense FC (RJ) | SE Palmeiras (SP)     | Atlético Mineiro (MG)     | Cruzeiro EC (MG)  |

### Kluby według tytułów
- 2 – SE Palmeiras
- 1 – Fluminense FC
- 1 – Santos FC

## Kontrowersje
Wbrew wszelkim opiniom, żadna z edycji turnieju Roberto Gomes Pedrosa (zwanego także przez Brazylijczyków "Robertão") nie jest przez Brazylijski Związek Piłkarski (CBF), a także przez ekspertów w tym kraju, uznawana za oficjalne mistrzostwa Brazylii. Jednakże, ponieważ uczestniczyły w nim najlepsze ówcześnie brazylijskie kluby, turniej de facto wyłaniał najlepszą drużynę Brazylii.